# Абделькадер Лаїфауї
Абделькадер Лаїфауї (араб. عبد القادر العيفاوي, нар. 9 липня 1981, Хуссейн Дей) — алжирський футболіст, захисник клубу «Бліда».
Виступав, зокрема, за клуби «ЕС Сетіф» та «УСМ Алжир», а також національну збірну Алжиру.

## Клубна кар'єра
У дорослому футболі дебютував 1999 року виступами за команду «ОМР Ель-Аннассер», в якій провів чотири сезони, після чого виступав за команди «Хуссейн Дей» та «Белуїздад».
Своєю грою за останню команду привернув увагу представників тренерського штабу алжирського гранду клубу «ЕС Сетіф», до складу якого приєднався влітку 2007 року. Відіграв за команду із Сетіфа наступні чотири сезони своєї ігрової кар'єри. За цей час він став чемпіоном Алжиру, володарем національного кубку, а також переможцем ряду регіональних турнірів — Арабська ліга чемпіонів (2008), Північноафриканський Кубок чемпіонів (2009), Північноафриканський Кубок володарів Кубків (2010) та Північноафриканський Суперкубок (2010).
Влітку 2011 року уклав контракт з клубом «УСМ Алжир», у складі якого провів наступні чотири роки своєї кар'єри гравця і ще раз виграв чемпіонат та кубок країни, додавши до нього першу у своїй кар'єрі перемогу в Суперкубку Алжиру та Клубному кубку УАФА.
До складу клубу «Бліда» приєднався влітку 2015 року. Відтоді встиг відіграти за команду з Бліди 28 матчів в національному чемпіонаті.

## Виступи за збірну
17 серпня 2004 року дебютував в офіційних матчах у складі національної збірної Алжиру в товариському матчі проти збірної Буркіна-Фасо (2:2). 
У складі збірної був учасником Кубка африканських націй 2010 року в Анголі та чемпіонату світу 2010 року у ПАР. Наступного року у складі внутрішньої збірної Алжиру був учасником Чемпіонату африканських націй, посівши з командою 4-те місце.
Всього провів у формі головної команди країни 8 матчів.

## Досягнення
- Чемпіон Алжиру: 2008/09, 2013/14
- Володар Кубка Алжиру: 2009/10, 2012/13
- Володар Суперкубка Алжиру: 2013
- Переможець Арабської ліги чемпіонів: 2007/08
- Володар Кубка чемпіонів Північної Африки: 2009
- Володар Суперкубка Північної Африки: 2010
- Володар Кубка володарів кубків Північної Африки: 2010
- Володар Клубного кубка УАФА: 2012/13